# أوقست ناغل
أوقست ناغل (بالألمانية: August Nagel)‏ هو رائد أعمال ألماني، ولد في 5 يونيو 1882 في Pfrondorf ‏ في ألمانيا، وتوفي في 30 أكتوبر 1943 في شتوتغارت في ألمانيا.